# ماثيو سيمبسون
ماثيو سيمبسون (بالإنجليزية: Matthew Simpson) (و. 1811 – 1884 م) هو ثيولوجي، ومدرس من الولايات المتحدة الأمريكية .

## روابط خارجية
- ماثيو سيمبسون على موقع الموسوعة البريطانية (الإنجليزية)